# Llista d'asteroides/154901-155000
| Nom      | Designació provisional | Data de descobriment   | Lloc de descobriment | Descobridor/s          |
| -------- | ---------------------- | ---------------------- | -------------------- | ---------------------- |
| 154901 - | 2004 RP246             | 10 de setembre de 2004 | Kitt Peak            | Spacewatch             |
| 154902 - | 2004 RU247             | 12 de setembre de 2004 | Jarnac               | Jarnac                 |
| 154903 - | 2004 RY249             | 13 de setembre de 2004 | Socorro              | LINEAR                 |
| 154904 - | 2004 RA306             | 12 de setembre de 2004 | Socorro              | LINEAR                 |
| 154905 - | 2004 RB306             | 12 de setembre de 2004 | Socorro              | LINEAR                 |
| 154906 - | 2004 RH306             | 12 de setembre de 2004 | Socorro              | LINEAR                 |
| 154907 - | 2004 RE316             | 15 de setembre de 2004 | Bergisch Gladbach    | W. Bickel              |
| 154908 - | 2004 RE324             | 13 de setembre de 2004 | Socorro              | LINEAR                 |
| 154909 - | 2004 RL326             | 13 de setembre de 2004 | Palomar              | NEAT                   |
| 154910 - | 2004 RA337             | 15 de setembre de 2004 | Kitt Peak            | Spacewatch             |
| 154911 - | 2004 RK343             | 15 de setembre de 2004 | Socorro              | LINEAR                 |
| 154912 - | 2004 SQ4               | 17 de setembre de 2004 | Socorro              | LINEAR                 |
| 154913 - | 2004 SF6               | 17 de setembre de 2004 | Kitt Peak            | Spacewatch             |
| 154914 - | 2004 ST8               | 17 de setembre de 2004 | Socorro              | LINEAR                 |
| 154915 - | 2004 SB14              | 17 de setembre de 2004 | Socorro              | LINEAR                 |
| 154916 - | 2004 SJ21              | 16 de setembre de 2004 | Kitt Peak            | Spacewatch             |
| 154917 - | 2004 SP22              | 17 de setembre de 2004 | Socorro              | LINEAR                 |
| 154918 - | 2004 SF24              | 17 de setembre de 2004 | Kitt Peak            | Spacewatch             |
| 154919 - | 2004 SY29              | 17 de setembre de 2004 | Socorro              | LINEAR                 |
| 154920 - | 2004 SQ32              | 17 de setembre de 2004 | Socorro              | LINEAR                 |
| 154921 - | 2004 ST32              | 17 de setembre de 2004 | Socorro              | LINEAR                 |
| 154922 - | 2004 SW32              | 17 de setembre de 2004 | Socorro              | LINEAR                 |
| 154923 - | 2004 SK39              | 17 de setembre de 2004 | Socorro              | LINEAR                 |
| 154924 - | 2004 SD40              | 17 de setembre de 2004 | Socorro              | LINEAR                 |
| 154925 - | 2004 SK41              | 17 de setembre de 2004 | Kitt Peak            | Spacewatch             |
| 154926 - | 2004 SV47              | 18 de setembre de 2004 | Socorro              | LINEAR                 |
| 154927 - | 2004 SK54              | 22 de setembre de 2004 | Socorro              | LINEAR                 |
| 154928 - | 2004 SD57              | 16 de setembre de 2004 | Anderson Mesa        | LONEOS                 |
| 154929 - | 2004 SK61              | 17 de setembre de 2004 | Anderson Mesa        | LONEOS                 |
| 154930 - | 2004 TJ1               | 4 d'octubre de 2004    | Goodricke-Pigott     | R. A. Tucker           |
| 154931 - | 2004 TQ1               | 2 d'octubre de 2004    | Needville            | Needville              |
| 154932 - | 2004 TB21              | 12 d'octubre de 2004   | Moletai              | MAO                    |
| 154933 - | 2004 TP23              | 4 d'octubre de 2004    | Kitt Peak            | Spacewatch             |
| 154934 - | 2004 TO29              | 4 d'octubre de 2004    | Kitt Peak            | Spacewatch             |
| 154935 - | 2004 TF36              | 4 d'octubre de 2004    | Anderson Mesa        | LONEOS                 |
| 154936 - | 2004 TM38              | 4 d'octubre de 2004    | Kitt Peak            | Spacewatch             |
| 154937 - | 2004 TO48              | 4 d'octubre de 2004    | Kitt Peak            | Spacewatch             |
| 154938 - | 2004 TX49              | 4 d'octubre de 2004    | Jarnac               | Jarnac                 |
| 154939 - | 2004 TJ53              | 4 d'octubre de 2004    | Kitt Peak            | Spacewatch             |
| 154940 - | 2004 TF54              | 4 d'octubre de 2004    | Kitt Peak            | Spacewatch             |
| 154941 - | 2004 TP54              | 4 d'octubre de 2004    | Kitt Peak            | Spacewatch             |
| 154942 - | 2004 TH58              | 5 d'octubre de 2004    | Kitt Peak            | Spacewatch             |
| 154943 - | 2004 TR60              | 5 d'octubre de 2004    | Anderson Mesa        | LONEOS                 |
| 154944 - | 2004 TZ61              | 5 d'octubre de 2004    | Anderson Mesa        | LONEOS                 |
| 154945 - | 2004 TM64              | 5 d'octubre de 2004    | Kitt Peak            | Spacewatch             |
| 154946 - | 2004 TD65              | 5 d'octubre de 2004    | Palomar              | NEAT                   |
| 154947 - | 2004 TH69              | 5 d'octubre de 2004    | Anderson Mesa        | LONEOS                 |
| 154948 - | 2004 TC76              | 7 d'octubre de 2004    | Anderson Mesa        | LONEOS                 |
| 154949 - | 2004 TF78              | 4 d'octubre de 2004    | Anderson Mesa        | LONEOS                 |
| 154950 - | 2004 TX87              | 5 d'octubre de 2004    | Kitt Peak            | Spacewatch             |
| 154951 - | 2004 TR92              | 5 d'octubre de 2004    | Kitt Peak            | Spacewatch             |
| 154952 - | 2004 TX99              | 5 d'octubre de 2004    | Kitt Peak            | Spacewatch             |
| 154953 - | 2004 TP106             | 7 d'octubre de 2004    | Socorro              | LINEAR                 |
| 154954 - | 2004 TN118             | 5 d'octubre de 2004    | Palomar              | NEAT                   |
| 154955 - | 2004 TN120             | 6 d'octubre de 2004    | Palomar              | NEAT                   |
| 154956 - | 2004 TH125             | 7 d'octubre de 2004    | Socorro              | LINEAR                 |
| 154957 - | 2004 TK125             | 7 d'octubre de 2004    | Socorro              | LINEAR                 |
| 154958 - | 2004 TX135             | 8 d'octubre de 2004    | Anderson Mesa        | LONEOS                 |
| 154959 - | 2004 TR137             | 8 d'octubre de 2004    | Anderson Mesa        | LONEOS                 |
| 154960 - | 2004 TK186             | 7 d'octubre de 2004    | Kitt Peak            | Spacewatch             |
| 154961 - | 2004 TC214             | 9 d'octubre de 2004    | Kitt Peak            | Spacewatch             |
| 154962 - | 2004 TR216             | 3 d'octubre de 2004    | Palomar              | NEAT                   |
| 154963 - | 2004 TG220             | 5 d'octubre de 2004    | Socorro              | LINEAR                 |
| 154964 - | 2004 TB232             | 8 d'octubre de 2004    | Kitt Peak            | Spacewatch             |
| 154965 - | 2004 TB238             | 9 d'octubre de 2004    | Kitt Peak            | Spacewatch             |
| 154966 - | 2004 TF239             | 9 d'octubre de 2004    | Kitt Peak            | Spacewatch             |
| 154967 - | 2004 TK252             | 9 d'octubre de 2004    | Palomar              | NEAT                   |
| 154968 - | 2004 TV265             | 9 d'octubre de 2004    | Kitt Peak            | Spacewatch             |
| 154969 - | 2004 TO272             | 9 d'octubre de 2004    | Kitt Peak            | Spacewatch             |
| 154970 - | 2004 TB280             | 10 d'octubre de 2004   | Kitt Peak            | Spacewatch             |
| 154971 - | 2004 TL282             | 7 d'octubre de 2004    | Socorro              | LINEAR                 |
| 154972 - | 2004 TS343             | 14 d'octubre de 2004   | Kitt Peak            | Spacewatch             |
| 154973 - | 2004 TC344             | 15 d'octubre de 2004   | Kitt Peak            | Spacewatch             |
| 154974 - | 2004 TA345             | 15 d'octubre de 2004   | Kitt Peak            | Spacewatch             |
| 154975 - | 2004 TM359             | 9 d'octubre de 2004    | Kitt Peak            | Spacewatch             |
| 154976 - | 2004 UA1               | 19 d'octubre de 2004   | Hormersdorf          | Hormersdorf            |
| 154977 - | 2004 UG1               | 20 d'octubre de 2004   | Socorro              | LINEAR                 |
| 154978 - | 2004 UN3               | 19 d'octubre de 2004   | Socorro              | LINEAR                 |
| 154979 - | 2004 UG6               | 20 d'octubre de 2004   | Socorro              | LINEAR                 |
| 154980 - | 2004 UN7               | 21 d'octubre de 2004   | Socorro              | LINEAR                 |
| 154981 - | 2004 VC4               | 3 de novembre de 2004  | Kitt Peak            | Spacewatch             |
| 154982 - | 2004 VA28              | 5 de novembre de 2004  | Campo Imperatore     | CINEOS                 |
| 154983 - | 2004 VL32              | 3 de novembre de 2004  | Kitt Peak            | Spacewatch             |
| 154984 - | 2004 VP46              | 4 de novembre de 2004  | Kitt Peak            | Spacewatch             |
| 154985 - | 2004 VZ51              | 4 de novembre de 2004  | Catalina             | CSS                    |
| 154986 - | 2004 VR66              | 4 de novembre de 2004  | Catalina             | CSS                    |
| 154987 - | 2004 WJ4               | 17 de novembre de 2004 | Campo Imperatore     | CINEOS                 |
| 154988 - | 2004 XN35              | 12 de desembre de 2004 | Catalina             | CSS                    |
| 154989 - | 2005 AG4               | 6 de gener de 2005     | Catalina             | CSS                    |
| 154990 - | 2005 AA66              | 13 de gener de 2005    | Kitt Peak            | Spacewatch             |
| 154991 - | 2005 BX26              | 17 de gener de 2005    | La Silla             | A. Boattini, H. Scholl |
| 154992 - | 2005 CV68              | 4 de febrer de 2005    | Anderson Mesa        | LONEOS                 |
| 154993 - | 2005 EA94              | 8 de març de 2005      | Socorro              | LINEAR                 |
| 154994 - | 2005 EW291             | 10 de març de 2005     | Catalina             | CSS                    |
| 154995 - | 2005 MD41              | 30 de juny de 2005     | Palomar              | NEAT                   |
| 154996 - | 2005 MY42              | 29 de juny de 2005     | Palomar              | NEAT                   |
| 154997 - | 2005 NF1               | 2 de juliol de 2005    | Kambah               | D. Herald              |
| 154998 - | 2005 NN1               | 1 de juliol de 2005    | Catalina             | CSS                    |
| 154999 - | 2005 NV28              | 5 de juliol de 2005    | Palomar              | NEAT                   |
| 155000 - | 2005 NJ29              | 7 de juliol de 2005    | Socorro              | LINEAR                 |